# Jawed Karim
Jawed Karim (ur. 28 października 1979 w Merseburgu) – amerykański przedsiębiorca i informatyk pochodzenia bengalsko-niemieckiego; współzałożyciel serwisu YouTube i osoba, która opublikowała pierwszy film na tej platformie (Me at the zoo).